# Liste der Baudenkmale in Klausdorf (bei Stralsund)
In der Liste der Baudenkmale in Klausdorf sind alle Baudenkmale der Gemeinde Klausdorf (bei Stralsund) im Landkreis Vorpommern-Rügen und ihrer Ortsteile aufgelistet. Grundlage ist die Veröffentlichung der Denkmalliste des Landkreises Vorpommern-Rügen, Auszug aus der Kreisdenkmalliste vom Juli 2012.

## Klausdorf
| ID   | Lage                                      | Bezeichnung                                   | Beschreibung                                                                            | Bild                                          |
| ---- | ----------------------------------------- | --------------------------------------------- | --------------------------------------------------------------------------------------- | --------------------------------------------- |
| 527C | Im Park (Karte)                           | Gutsanlage (Park mit Mauer und Aussichtsturm) |                                                                                         | Gutsanlage (Park mit Mauer und Aussichtsturm) |
| 527A | Inpektorengang 3 (Karte)                  | Gutsanlage (Inspektorenhaus)                  | 2-gesch., 7-achs. Backsteinbau von 1890 mit 3-gesch. Mittelrisalit und Mezzaningeschoss | Gutsanlage (Inspektorenhaus)                  |
| 527B | Strandweg (Karte)                         | Gutsanlage (Orangerie)                        | Gebäude vom 19. Jh.                                                                     |                                               |
| 526  | zwischen Solkendorf und Zarrenzin (Karte) | Leuchtturm                                    |                                                                                         | Leuchtturm                                    |

## Barhöft
| ID  | Lage                                 | Bezeichnung                                            | Beschreibung | Bild                                  |
| --- | ------------------------------------ | ------------------------------------------------------ | ------------ | ------------------------------------- |
| 79  | Am Hafen 2 (Karte)                   | Hotel Zum Seeblick                                     |              |                                       |
| 80  | Am Karl-Krull-Weg                    | Transformatorenhaus                                    |              | Transformatorenhaus                   |
| 83  | An der Straße nach Klausdorf (Karte) | Militärtechnischer Messturm                            |              |                                       |
| 81  | Hügel hinter Barhöft (Karte)         | Beobachtungsturm und Beobachtungsmast                  |              | Beobachtungsturm und Beobachtungsmast |
| 82A | Lotsenweg 1 (Karte)                  | Wohnanlage mit vier ehemaligen Lotsendoppelwohnhäusern |              |                                       |
| 82B | Lotsenweg 2 (Karte)                  | ehemaliges Lotsendoppelwohnhaus                        |              |                                       |
| 82C | Lotsenweg 3 (Karte)                  | ehemaliges Lotsendoppelwohnhaus                        |              |                                       |
| 82D | Lotsenweg 4 (Karte)                  | ehemaliges Lotsendoppelwohnhaus                        |              |                                       |
| 82E | Lotsenweg 5 (Karte)                  | ehemaliges Lotsendoppelhaus                            |              |                                       |
| 82F | Lotsenweg 6 (Karte)                  | ehemaliges Lotsendoppelwohnhaus                        |              |                                       |
| 82G | Lotsenweg 7 (Karte)                  | ehemaliges Lotsendoppelwohnhaus                        |              |                                       |
| 82H | Lotsenweg 7a                         | ehemaliges Lotsendoppelwohnhaus                        |              |                                       |
| 82I | Lotsenweg 8 (Karte)                  | ehemaliges Lotsendoppelwohnhaus                        |              |                                       |
| 84  | westlich vom Lotsenweg               | Signalmast                                             |              |                                       |

## Quelle
- Denkmalliste des Landkreises Vorpommern-Rügen